# Освободите Вилли 3: Спасение
«Освободи́те Ви́лли 3: Спасе́ние» (англ. Free Willy 3: The Rescue) — художественный фильм 1997-го года, созданный режиссёром Сэмом Пиллсбери, в главных ролях Джейсон Джеймс Рихтер и Аугуст Шелленберг. Выпущен киностудией Warner Bros. Pictures в качестве семейного фильма и является вторым сиквелом к фильму «Освободите Вилли» (1993), первым был «Освободите Вилли 2: Новое приключение» (1995).

## Сюжет
Джессу 16 лет, и он работает исследователем косаток на научном судне Ной вместе со своим старым другом Рэндольфом. Исследователи подозревают, что Вилли и его стая стали объектом охоты нелегальных китобоев, которые маскируют свои действия под разрешённый рыбный промысел. На борту такого браконьерского судна Ботани Бэй (Botany Bay) в море на настоящую охоту в первый раз в своей жизни выходит 10-летний Макс Уисли. В море мальчика берёт отец капитан Джон, китобой из династии китобоев. Джон хочет обучить сына китобойному мастерству, чтобы Макс в будущем стал наследником семейного дела. Во время первой охоты Макс случайно вылетает за борт и в воде сталкивается «лицом к лицу» с Вилли. С этого момента отношение мальчика к тому, что делает отец, начинает меняться. Макс работает против своего отца, помогая Джессу и Рэндольфу спасти Вилли от того, чтобы стать суши по цене 200 долларов за фунт. Джесс, узнав от Макса, как тот встретился с Вилли, знакомит Макса с Вилли «по-настоящему» — на моторной лодке они идут туда, где они находят Вилли, и плавают в обнимку с касаткой. Босс Джесса и Рэндольфа считает опасность, которая нависла над китами, не доказанной и не обращается к властям до тех пор, пока Джесс не добывает доказательства незаконной охоты китобоев. Джессу удаётся проникнуть на борт Ботани Бэй и похитить один из гарпунов, которыми стреляли в Вилли. Китобои перехватывают и записывают акустический сигнал, который Джесс включал на исследовательском судне, чтобы привлечь касаток, и решают использовать этот сигнал, чтобы вывести Вилли и его стаю под выстрелы своей пушки. Босс Джесса запрещает Джессу и Рэндольфу использовать научное судно Ной в погоне за браконьерами, а сам откладывает до следующего дня обращение за официальной помощью в то время, как браконьеры не мешкают и выходят на охоту. Понимая, что может быть слишком поздно, Джесс, Рэндольф и их их товарищ по исследованиям девушка Дрю похищают судно Ной от причала и бросаются в погоню за Ботани Бэй. На борту китобоя Макс старается помешать охоте на Вилли. Не имея возможности сдержать действия отца и его команды иным способом, Макс с криком бросается за борт, а потом не желает хватать бросаемый ему спасательный круг. Эта задержка позволяет Ною догнать Ботани Бэй. Джон в ярости — он понимает, что сын не на его стороне, но у него нет и мысли отказаться от охоты. С борта Ноя Джесс и его товарищи пытаются помешать браконьерам — они обращаются к ним по радио и угрожают «открыть огонь», что оканчивается все-навсего выстрелом из ракетницы в строну Ботани Бэй. Видя, что другого не остаётся, Джесс разгоняет Ной и таранит судно китобоев в тот самый момент, когда капитан Джон приводит в действие спусковое устройство гарпуна. Из за столкновения судов выстрел не достигает цели, а Джон летит за борт. Вилли атакует Джона, но Максу и Джессу удаётся убедить Вилли пощадить Джона. Но для Джона ещё ничего не закончилось. Внезапно с борта Ботани Бэй на него падает большая рыбачья сеть — механизм, который не позволял ей упасть, оказался повреждён при столкновении судов. Под тяжестью сети, из которой ему невозможно освободиться, Джон начинает тонуть, но Вилли выталкивает его наверх, а потом поддерживает на поверхности до тех пор, пока Джесс и Рэндольф не вытаскивают его из воды на глазах поражённых китобоев. На место действия прибывает катер береговой охраны, и пойманные с поличным браконьеры отправляются под арест. Джон, спасённый Вилли, признаёт, что его сын был прав, встав на сторону китов. Ему нужно менять свою жизнь, но куда деться рыбаку, когда он прославится как убийца китов. Макс говорит Джону, что, чтобы там ни было, он прощает отца.

## Номинации
1998
- Kids' Choice Awards, США (кит Кейко как Favorite Animal Star)
- Young Artist Awards (Винсент Берри в категории «Лучшая работа молодого актёра возраста 10 и около лет»)